# 堂山古墳群 (大東市)
堂山古墳群（どうやまこふんぐん）は、大阪府大東市寺川にある古墳群。大東市指定史跡に指定されている。大阪府営水道の配水池建設に伴う事前調査で発見され、発掘調査が実施されており、古墳時代中期から後期にかけての古墳群であることが明らかにされている。

## 概要

### 発掘調査の経緯
1969年（昭和44年）1月、大阪府営水道寺川配水池建設予定地となっていた堂山山頂（標高98メートル）において埴輪や鉄刀が発見され、大東市教育委員会と大阪府教育委員会に通知された。現地調査により、既掘孔底に鉄剣片などが露出し、その周囲には埴輪片が散乱し、かなりの規模の古墳であると推定された。また、この古墳の近くに横穴式石室の天井石らしき花崗岩が露出していることからここにも古墳の存在が予想された。今後さらに新しい古墳の発見も予想されたので、これらを総称して堂山古墳群と呼ぶことにし、最初に発見された古墳を（堂山）1号墳と呼ぶこととされた。遺物が出土したことが地元で大げさに伝わり、放置し得ない状況であったため、両教育委員会によって同年2月に発掘調査が行なわれ、木棺直葬の主体部が明らかにされ、1972年（昭和47年）には大阪府教育委員会により墳丘の調査が行なわれている。

### 1号墳
調査の結果、1号墳は墳丘の大半を風化した花崗岩の岩盤を削りだし整形して、築造を行ない、盛り土は、ほとんどなかったものと考えられた。墳丘の西側の段と東側の溝からは円筒埴輪列が検出されている。墳丘の流失が著しい部分もあるが、段や溝、埴輪列から直径25メートルの円墳であったと推定された。葺石は認められなかったという。内部構造は、後円部直下に設けられた墓坑に組合式箱型木棺が直葬され、その主軸に直交する状態で副葬品のみを納めた副棺の痕跡が検出された。主棺の内部は攪乱されていたが硬玉製勾玉、碧玉製管玉、ガラス製丸玉、滑石製紡錘車が検出されている。また棺外の北側で14本、南側で11本の鉄製短剣が置かれていた。副棺からは短甲、衝角付冑、鉄刀、鏃、剣、鎌が検出されている。墳丘から出土した埴輪は円筒埴輪が墳丘裾部分で原位置を保った状態で69個体検出されている。朝顔形埴輪は原位置を保つものはなかったが、かなりまとまって出土している。他に家形埴輪、盾、蓋（きぬがさ）および靱と推定される直弧文を配した破片がみられる。埴輪の他に墳丘南西裾部で須恵器の器台（2個体）、壺（8個体）、高坏（8固体）出土した。いずれも初期須恵器に属するものである。また同じ場所で土師器の高坏2個体が出土している。
1号墳の築造年代の手がかりとしては出土した短甲と冑が三角板革綴の製作技法であることから5世紀前半が考えられ、須恵器が大阪府陶邑窯では最古の部類に属する窯址出土のものに類似することからも同様の年代が裏づけられる。1号墳の出土遺物は一括して大阪府の指定文化財に指定されている。

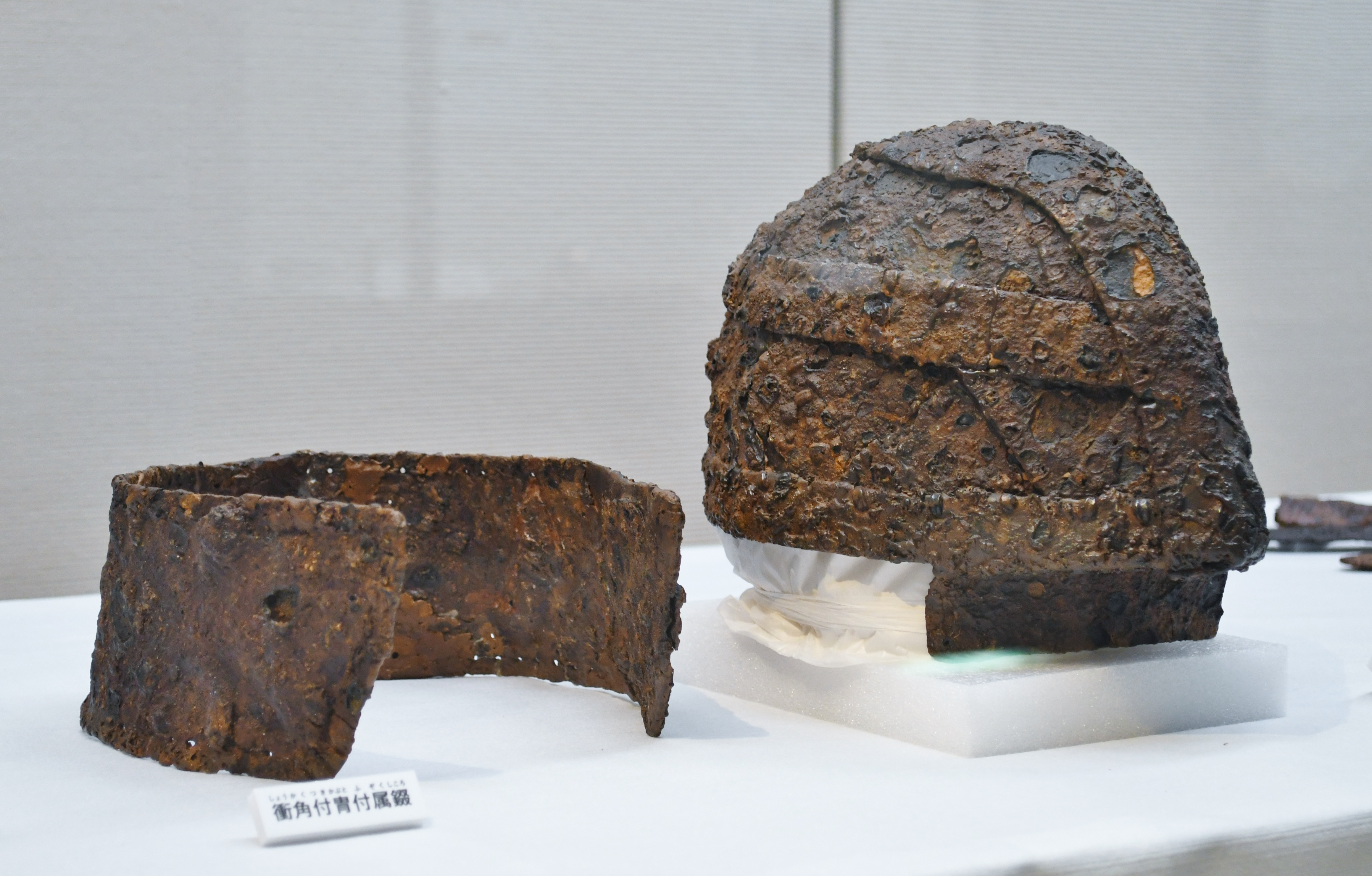
衝角付冑（大阪府指定文化財） 大阪府立近つ飛鳥博物館蔵、大阪歴史博物館企画展示時に撮影。
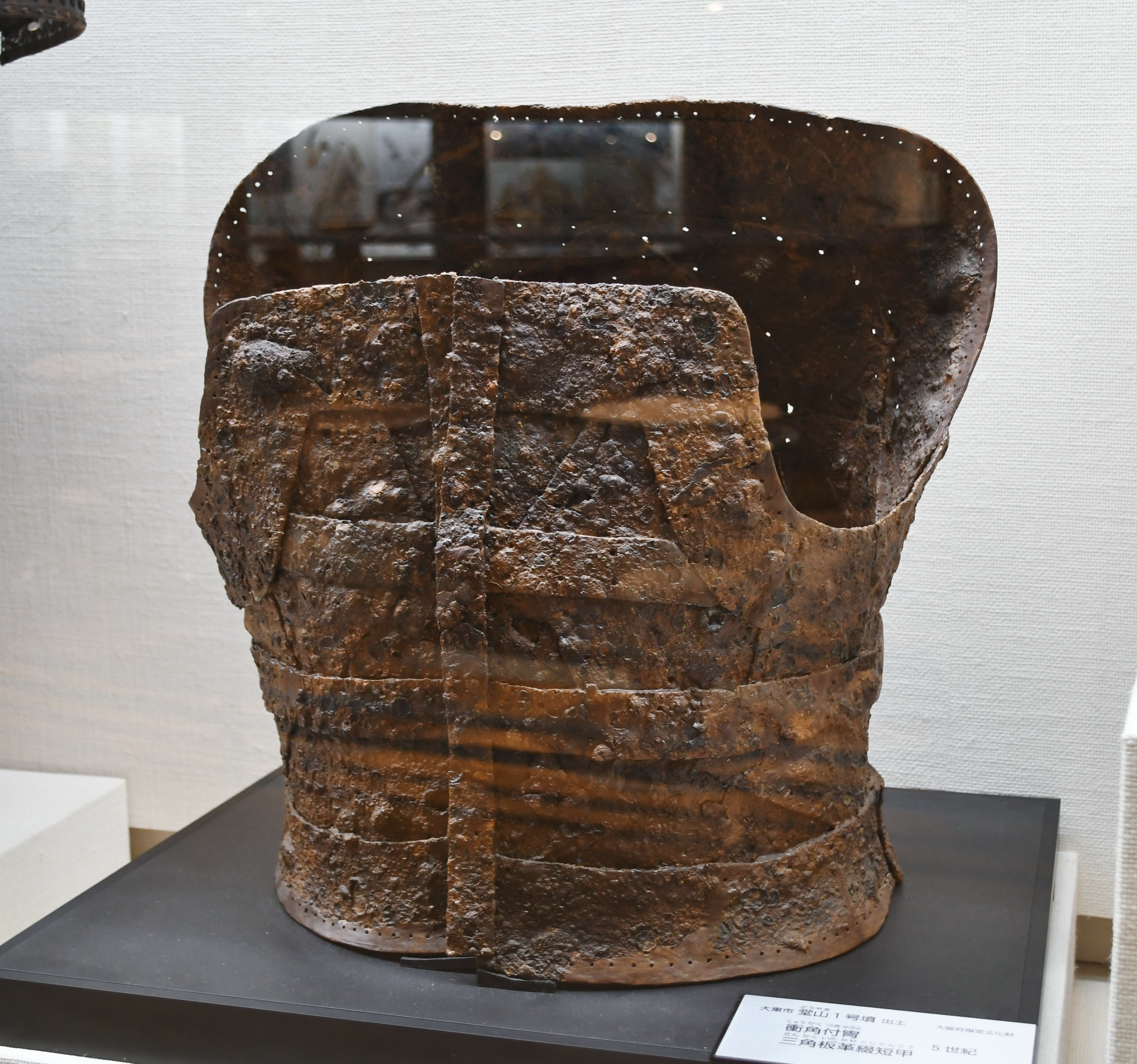
三角板革綴短甲（大阪府指定文化財） 大阪府立近つ飛鳥博物館展示。
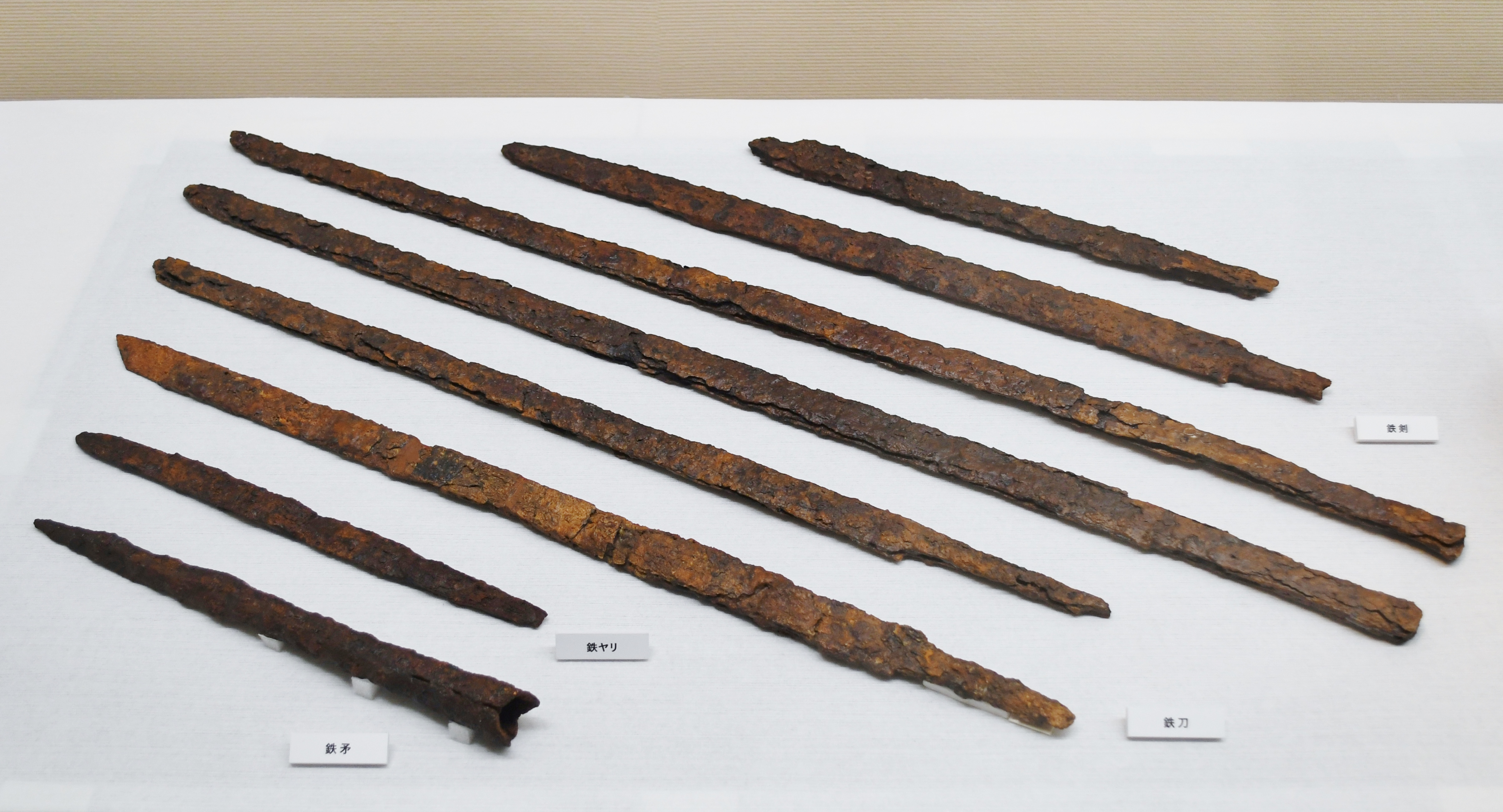
農工具（大阪府指定文化財） 大阪府立近つ飛鳥博物館蔵、大阪歴史博物館企画展示時に撮影。
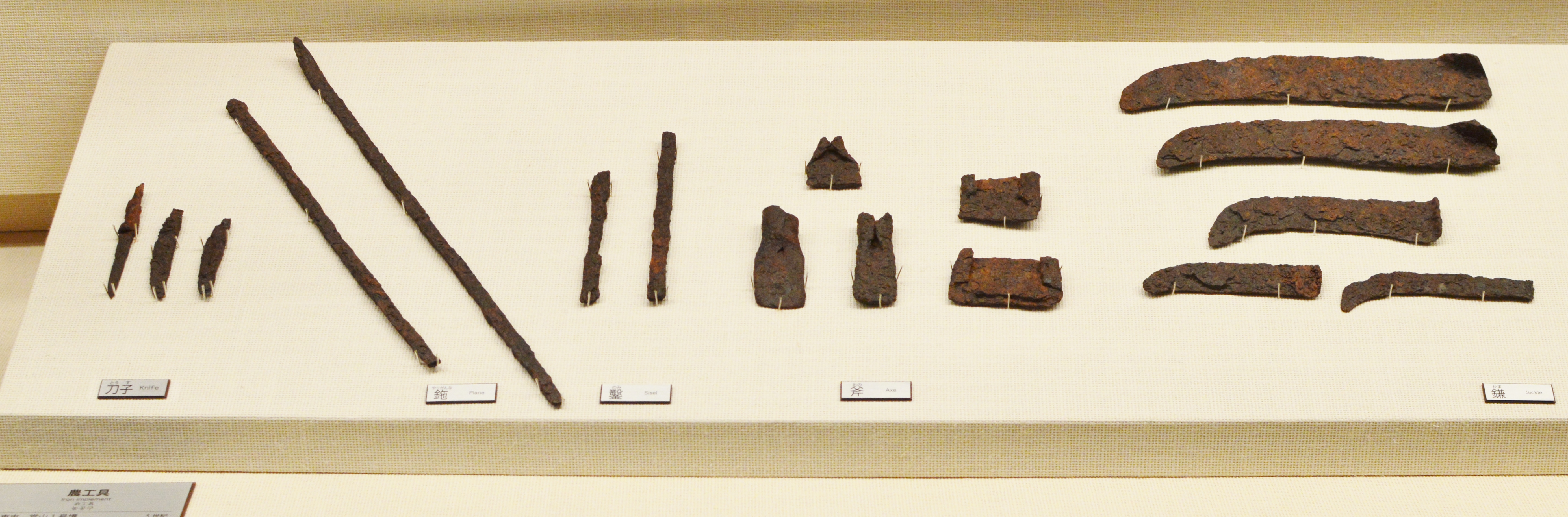
農工具（大阪府指定文化財） 大阪府立近つ飛鳥博物館展示。

### 2号墳～7号墳
堂山古墳群では1号墳以外にも次々と古墳が確認され、調査されており、古墳の総数は7基におよんでいる。1号墳以外はいずれも、古墳時代後期に属するもので横穴式石室を主体とし、陶棺や木棺に使われたと思われる釘や人骨などが出土している。6世紀末から7世紀中頃の築造と考えられる。
堂山古墳群は保存についての協議が長期に及んだものの、大東市立堂山古墳群史跡広場として整備され、2012年（平成24年）3月末にオープンした。

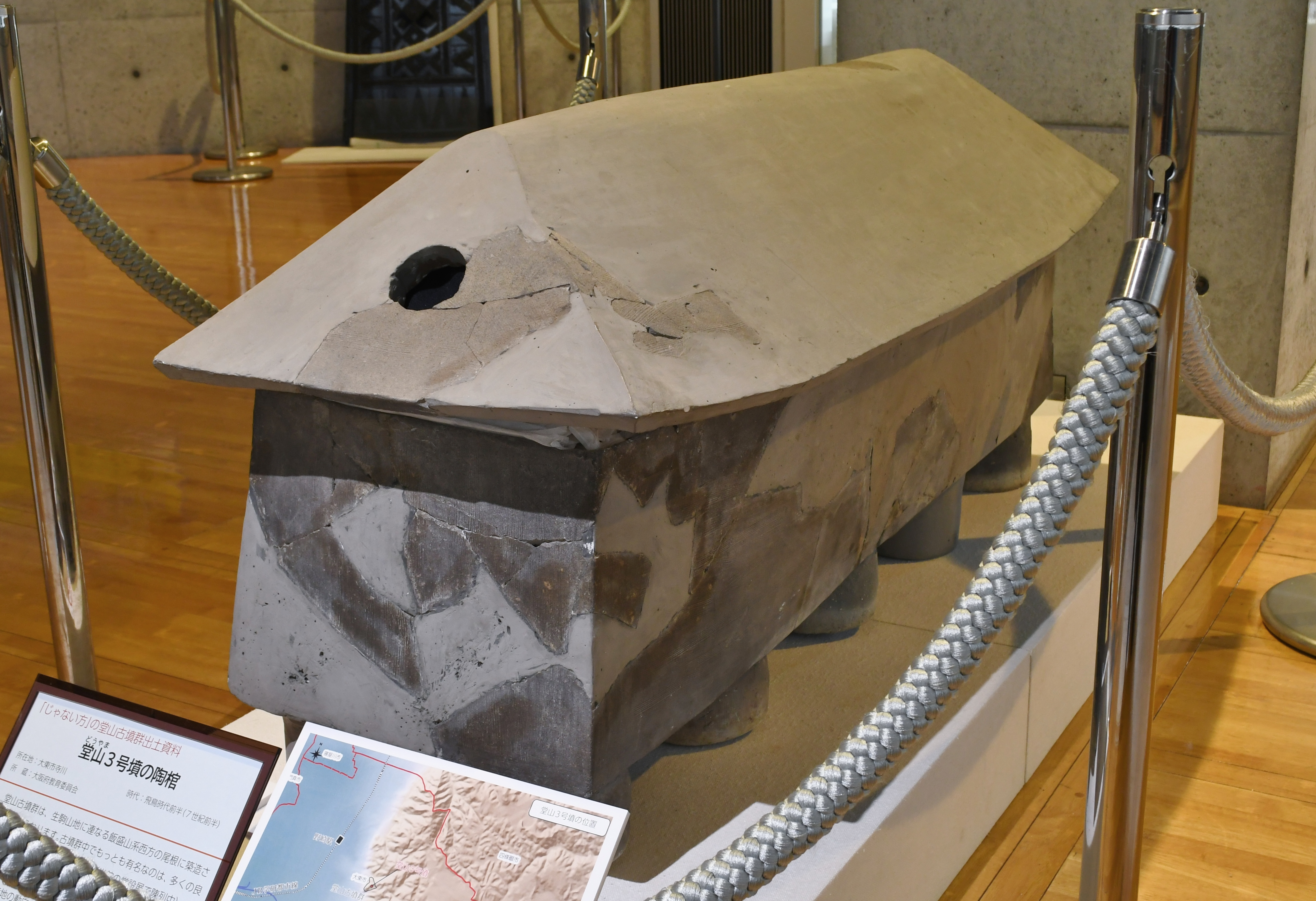
3号墳 陶棺 大阪府立近つ飛鳥博物館企画展示時に撮影。

## 文化財

### 大阪府指定文化財
- 有形文化財
  - 堂山1号墳出土遺物（考古資料） - 大阪府立近つ飛鳥博物館保管。2000年（平成12年）2月8日指定[1]。

### 大東市指定文化財
- 史跡
  - 堂山古墳群 - 2012年（平成24年）3月14日指定[2]。